# Южна Австралия
Южна Австралия (на английски: South Australia) е щат в Австралия със столица Аделаида.

## История
Първите европейци, посетили областта, са нидерландците през 1627 г. Първата карта на южна Австралия е изготвена от Матю Флиндерс и Николас Баудин през 1802.
През 1834 южна Австралия става колония на Великобритания. По това време в тази част на света са живеели около 15 000 души.
През 1901 региона е обявен за щат на Австралия.

## География
Южна Австралия се намира на южния бряг на континента и заема площ от 1 043 514 км2. В съседство е с всички други щати.
В щата се вливат двете най-големи реки на Австралия Мурей и Дарлинг. Най-голям град е Аделаида. Следват го предградието Елизабет, Уайла и Гамбиер.

## Стопанство
Най-много се отглеждат пшеница, плодове и зеленчуци. Много разпространено е и винарството. Известните южноавстралийски вина се произвеждат повече от век в долината Бароса по поречието на река Мурей. Регионът Ривърленд е водещ по добив на плодове.
Силно развито е и овцевъдството (предимно за вълна). Открити са и находища на въглища и природен газ.
Най-голям индустриален център е регионът около Аделаида.

## Спорт
Австралийският футбол е най-обичаният и популярен спорт в региона. Южна Австралия държи рекорда за най-много практикуващи този спорт на глава от населението. Двата най-известни отбора по австралийски футбол са Аделаида Краус и Порт Аделаида Пауър, които участват в австралийската футболна лига. Двата тима редовно събират голям брой публика и се радват на голяма подкрепа на мачовете си.
Крикета е също много развит и игран спорт в щата. Футболът също има своите почитатели. Най-известният футболен отбор е Аделаида Юнайтед.

## Университети
- Университет Флиндерс (FLINDERS), Аделаида
- Унивеситет Аделаида (ADELAIDE), Аделаида
- Университет на Южна Аделаида (UniSA), Аделаида